# Ralph Hamilton
Ralph Albert Hamilton (Fort Wayne, 10 giugno 1921 – Fort Wayne, 5 giugno 1983) è stato un cestista statunitense, professionista nella NBL, nella BAA e nella NPBL.